# 히가시우라촌
히가시우라촌(東浦村)은 후쿠이현 쓰루가군에 설치되었던 촌이다. 현재의 쓰루가시 북동부에 해당한다.